# Order Świętego Ferdynanda (Sycylia)
Order Świętego Ferdynanda, Order Świętego Ferdynanda i Zasługi (wł. Ordine di San Ferdinando, Ordine di San Ferdinando e del merito) – order Królestwa Sycylii, a następnie Królestwa Obojga Sycylii ustanowiony 1 kwietnia 1800 roku przez Ferdynanda I Burbona, nadawany katolickiej szlachcie sycylijskiej za zasługi cywilne i wojskowe.
W kolejności sycylijskich odznaczeń państwowych zajmował drugie miejsce za Orderem Świętego Januarego, a przed wojskowym Orderem Świętego Jerzego od Połączenia.
Po zjednoczeniu Włoch zniesiony w 1861 roku i odtąd przyznawany jako order domowy tym, którzy oddali zasługi dynastii Burbonów Sycylijskich oraz rodzinie królewskiej. Z powodu rozłamu wewnątrz rodziny, nadawany jest od 1960 roku przez dwie konkurujące ze sobą głowy rodu, w związku z czym tytuł wielkiego mistrza noszą obecnie: Piotr z linii Kalabria oraz Karol z linii Castro.
| Order Świętego Ferdynanda (po 1861 roku, bez korony nad medalionem) |          |              |
| Kawaler                                                             | Komandor | Krzyż Wielki |